# François Flory
François Flory (* um 1540 in Lille; † nach 1577) war ein französischer Rechenmeister, Schulleiter und Buchautor in Antwerpen im 16. Jahrhundert.
Ursprünglich aus Lille stammend eröffnete er in Antwerpen eine Rechenschule für Kaufleute und unterrichtete auch Buchhaltung und Sprachen (französisch, niederländisch, italienisch, spanisch, englisch). Er veröffentlichte darüber mehrere Werke. Er wurde im März 1562 Bürger von Antwerpen. Er war dort Mitglied der St. Ambrosius-Gilde (der Gilde der Schullehrer). Wie lang seine Schule bestand und wann genau sie gegründet wurde, ist nicht bekannt. Er ist bis 1577 in Antwerpen nachweisbar.
1562 veröffentlichte er ein Buch über Buchhaltung (in Französisch), 1565 übersetzte er die Beschreibung der Niederlande von Ludovico Guicciardini ins Französische (Description de tous le Pays-Bas), 1572 ein Buch mit Wechseltabellen und 1577 sein Rechenbuch Les Practiques des Chiffre. Es wurde 1596 von John Weddington oder Waddington (einem englischen Buchhändler in Antwerpen) ins Englische übersetzt (The Practize of Ciphering). 1576 veröffentlichte er in Antwerpen eine italienische Übersetzung der Istanbul-Reise von Nicolas de Nicolay (dessen Reise in Begleitung des französischen Gesandten ab 1551 stattfand).
Ein weiterer Autor von Rechenbüchern in der flandrischen Handelsmetropole Antwerpen im 16. Jahrhundert war Valentin Mennher.